# Promeca ornata
Promeca ornata är en insektsart som beskrevs av Max Beier 1954. Promeca ornata ingår i släktet Promeca och familjen vårtbitare. Inga underarter finns listade i Catalogue of Life.